# Amtsgericht Wischwill

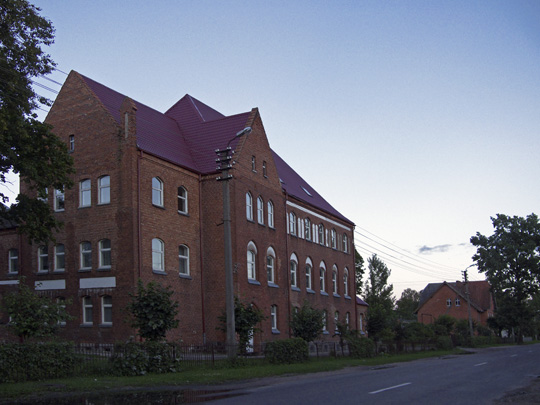
Ehem. Amtsgerichtsgebäude (vor 2010)

Das Amtsgericht Wischwill war ein preußisches Amtsgericht mit Sitz in Wischwill, Ostpreußen.

## Geschichte
Im Jahre 1879 wurden im Rahmen der Reichsjustizgesetze reichsweit einheitlich Amtsgerichte gebildet. In Wischwill entstand dabei kein Gericht, es wurden dort aber Gerichtstage des Amtsgerichts Ragnit gehalten. Das Amtsgericht Wischwill wurde zum 15. September 1882 gebildet. Es war das zehnte Amtsgericht im Bezirk des Landgerichtes Tilsit im Bezirk des Oberlandesgerichtes Königsberg. Mit der Abtrennung des Memellandes 1920 wurden die Amtsgerichte im Landgerichtsbezirk Memel und das Amtsgericht Wischwill als memelländische Amtsgerichte weitergeführt. Siehe hierzu Gerichtsbarkeit im Memelland (1919–1945). Der Teil des Sprengels, der beim Deutschen Reich verblieb, kam zum Amtsgericht Ragnit. Im Jahre 1939 wurden das Memelland wieder dem Deutschen Reich angegliedert und das Amtsgericht Wischwill damit wieder ein deutsches Amtsgericht.
Im Jahre 1945 wurden der Amtsgerichtsbezirk unter sowjetische Verwaltung gestellt und die deutschen Einwohner vertrieben. Damit endete auch die Geschichte des Amtsgerichtes Wischwill.